# Вуяхевич, Алексей Авимович
Алексей Авимович Вуяхевич (28.22.1820—12.09.1903) — генерал-лейтенант Русской императорской армии.
В службу вступил в 1840 году. С ноября 1863 по ноябрь 1867 года командовал Моршанским 139-м пехотным полком. С 29 ноября 1867 года — генерал-майор; был помощником начальника 18-й пехотной дивизии.
Был награждён орденами Св. Анны 3-й степени (1856), Св. Станислава 2-й степени (1863), Св. Анны 2-й степени (1866), Св. Владимира 3-й степени (1870), Св. Станислава 1-й степени (1872) и Св. Анны 1-й степени с мечами (1877).
С 30 августа 1873 года командовал 1-й бригадой 1-й пехотной дивизии; принимал участие в русско-турецкой войне 1877-1878 годов.
В 1881 году вышел в отставку с пожалованием чина генерал-лейтенанта, мундиром и пенсией.
Похоронен на Виленском православном кладбище.